# تيري بوتر
تيري بوتر (بالإنجليزية: Terry Porter)‏ هو مهندس الصوت ومهندس أمريكي، ولد في 11 أغسطس 1954 في غلينديل في الولايات المتحدة.

## وصلات خارجية
- تيري بوتر على موقع IMDb (الإنجليزية)
- تيري بوتر على موقع ميوزك برينز (الإنجليزية)
- تيري بوتر على موقع قاعدة بيانات الفيلم (الإنجليزية)